# Великоалександровская поселковая община
Великоалександровская поселковая община (укр. Великоолександрівська селищна громада) — территориальная община на Украине, в Бериславском районе Херсонской области с административным центром в посёлке Великая Александровка.
Площадь территории — 865,4 км², население общины — 16 239 человек (2020 г.).
Создана в 2020 году, согласно распоряжению Кабинета Министров Украины № 726-р от 12 июня 2020 года «Об определении административных центров и утверждении территорий территориальных общин Херсонской области», путём объединения территорий и населённых пунктов Белокриницкого и Великоалександровского поселковых, Белоусовского, Брускинского, Давыдово-Бродского, Малоалександровского, Новодмитровского, Новокалужского, Новопавловского, Старосельского, Трифоновского и Чкаловского сельских советов Великоалександровского района Херсонской области .

## Населенные пункты
В состав общины вошли посёлки Белая Криница, Великая Александровка, Карьерное, села Белогорка, Белоусово, Белоусово, Безводное, Брускинское, Буцовское, Весёлое, Вишнёвое, Давыдов Брод, Долговое, Запорожье, Ищенка, Каменное, Костромка, Криничанка, Малая Александровка, Новая Калуга, Новая Калуга Вторая, Нововасилевка, Новодмитровка, Новопавловка, Первомайское, Староселье, Степовое, Твердомедово, Токарево, Трифоновка, Червоная Людмиловка, Чкалово, Шестаково и Счастливое .